# Viola californica
Viola californica är en violväxtart som beskrevs av Milo Samuel Baker. Viola californica ingår i släktet violer, och familjen violväxter. Inga underarter finns listade i Catalogue of Life.